# フランクリン・ストリート駅 (IRTブロードウェイ-7番街線)
フランクリン・ストリート駅 (Franklin Street) はニューヨーク市地下鉄IRTブロードウェイ-7番街線の駅である。マンハッタン区トライベッカのフランクリン・ストリートとヴァリック・ストリート、ウエスト・ブロードウェイの交差点に位置し、1系統が終日、2系統が深夜のみ停車する。

## 駅構造
| G                  | 地上階                         | 出入口 |
| P プラットホーム階 | 相対式ホーム、右側のドアが開く | 相対式ホーム、右側のドアが開く |
| P プラットホーム階 | 北行緩行線                     | ← ヴァン・コートラント・パーク-242丁目駅行き（キャナル・ストリート駅） ← 深夜帯：ウェイクフィールド-241丁目駅行き（キャナル・ストリート駅） |
| P プラットホーム階 | 北行急行線                     | ← 通過 |
| P プラットホーム階 | 南行急行線                     | → 通過 → |
| P プラットホーム階 | 南行緩行線                     | → サウス・フェリー駅行き（チェンバーズ・ストリート駅）→ 深夜帯：ブルックリン・カレッジ駅行き（チェンバーズ・ストリート駅）→                 |
| P プラットホーム階 | 相対式ホーム、右側のドアが開く | |

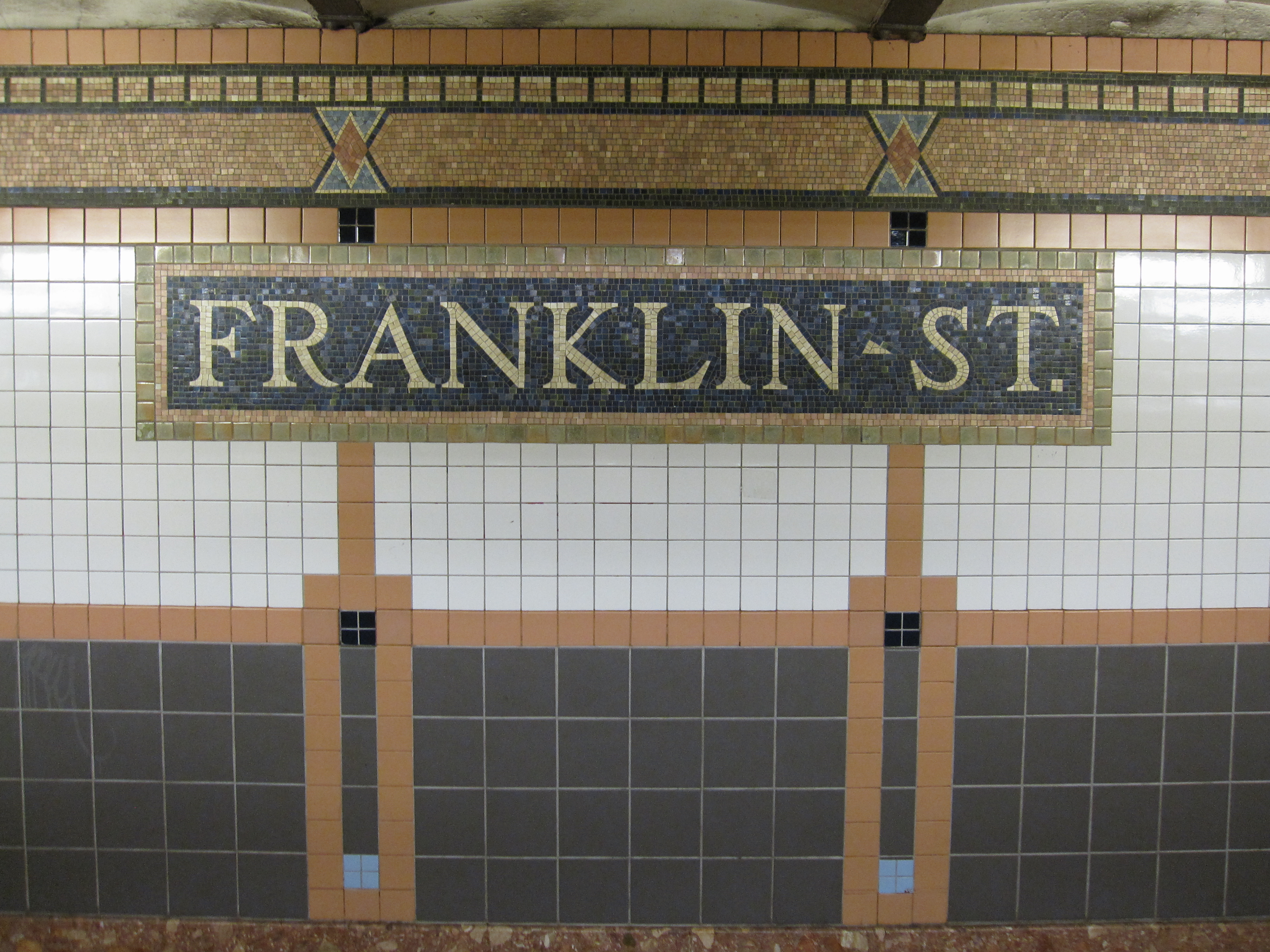
モザイクで書かれた駅名標

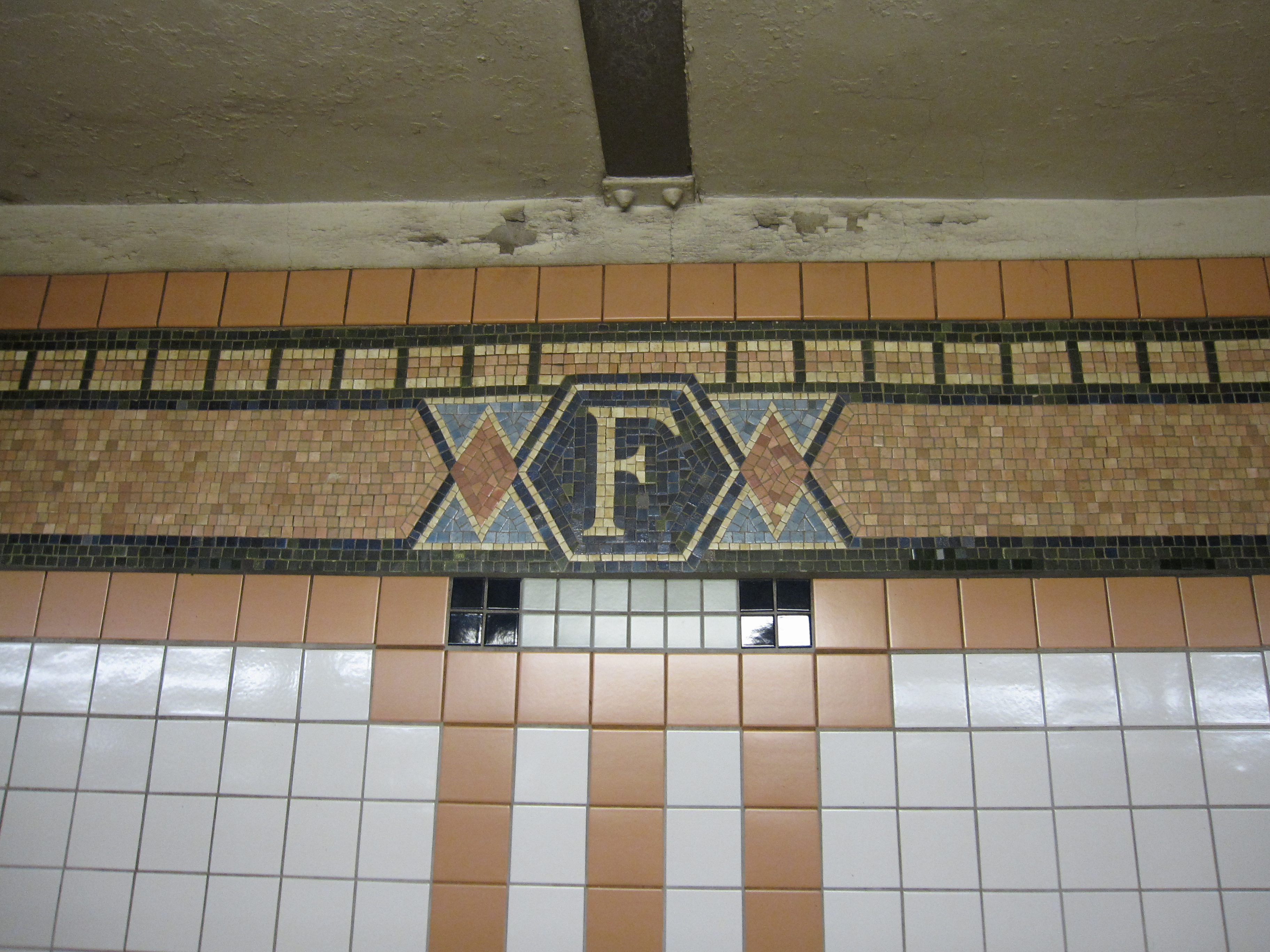
モザイクの境界線

駅は1918年7月1日に開業、相対式ホーム2面と緩行線2線、急行線2線を備えた2面4線の構造である。なお、ホーム間連絡通路や構内踏切などは無く、改札内で南北ホームを行き来することは不可能である。
南行ホーム壁面には「store window（店舗の窓）」のアートが展示されており、ホーム北側には偽の雑誌も展示されている。両ホーム壁面にはモザイクを用いて「Franklin-Street.」と書かれた大きな駅名標や同じくモザイクで「F」と書かれた小さな標、出口の方向を示す「To Franklin St.」と「To North Moore St.」と書かれた標がある。駅開業当初のタイルは全て改装時に張り替えられたがこれらの標はそのまま残された。

### 出口
終日開いている改札口が駅の南東に、終日開いており無人の改札口が駅の南西にあり、一部時間帯のみ開いている改札口が駅の北側にある。
- 階段1つ、フランクリン・ストリート、ヴァリック・ストリート、ウエスト・ブロードウェイの交差点中央、北行ホーム接続[5]。
- 階段1つ、フランクリン・ストリート、ヴァリック・ストリート、ウエスト・ブロードウェイの交差点北西、南行ホーム接続[5]。
- 階段1つ、フランクリン・ストリート、ヴァリック・ストリート、ウエスト・ブロードウェイの交差点南西、南行ホーム接続[5]。
- 階段1つ、ヴァリック・ストリートとノース・ムーア・ストリートの交差点北東、北行ホーム接続[5]。
- 階段1つ、ヴァリック・ストリートとノース・ムーア・ストリートの交差点北西、南行ホーム接続[5]。

## 外部リンク

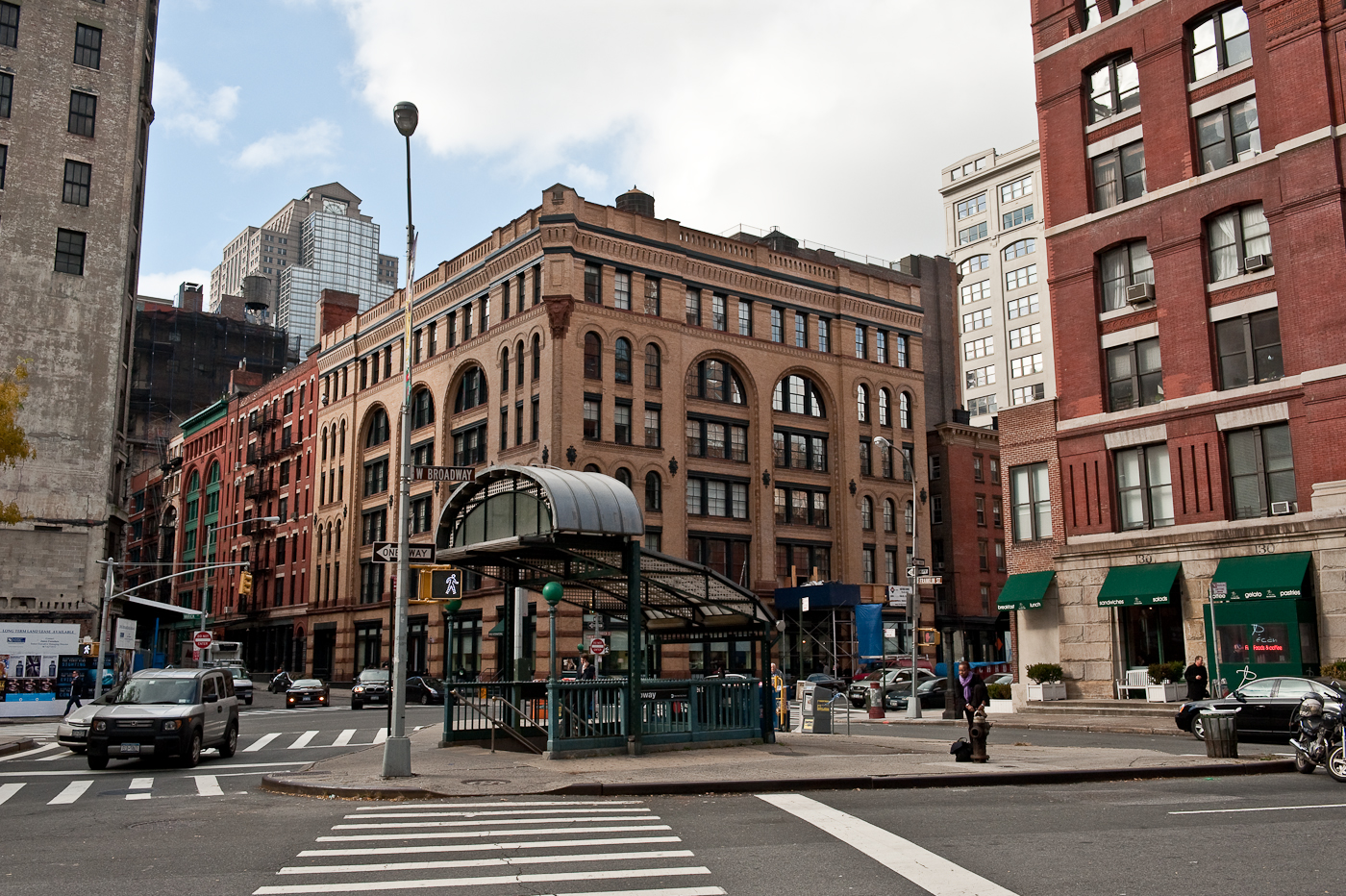
IRTオリジナルの緑色のキオスク構造となっている交差点中央の出入口